# قمة هلسنكي 1990
كانت قمة هلسنكي 1990 اجتماعًا ثنائيًا خاصًا بين الرئيس الأمريكي جورج بوش الأب والرئيس السوفيتي ميخائيل غورباتشوف الذي وقع في هلسنكي، فنلندا في 9 سبتمبر 1990.
بسبب المصالح الخاصة لكل من الاتحاد السوفيتي والولايات المتحدة في تسوية أزمة الخليج، كان الغزو العراقي للكويت في أغسطس 1990 الموضوع الرئيسي للمناقشة للقادة خلال قمة هلسنكي. كانت الجهود المتضافرة لتخفيف التوترات الأمريكية السوفيتية في أعقاب الحرب الباردة موضوعًا بارزًا آخر، من بين الأحداث الجارية البارزة الأخرى. في ختام القمة، أصدر الرئيسان بوش وغورباتشوف وثيقة من البيانات المشتركة التي سلطت الضوء على المجالات التي التزم فيها القادة بمواءمة أهداف سياستهم الخارجية. وأعقب القمة مؤتمر صحفي حيث سأل أعضاء وسائل الإعلام الرئيسين بوش وغورباتشوف حول محتوى اجتماعهما ومبررات بياناتهما المشتركة.
يفهم بعض الخبراء أن قمة هلسنكي تمثل خطوة واحدة في سلسلة من الاجتماعات والاتفاقيات التي تبدأ في الثمانينيات حيث مهد الانتقال الدبلوماسي نحو العلاقات التعاونية الأمريكية السوفيتية نسبيًا الطريق علاقة مستقبلية بين الولايات المتحدة وروسيا.

## المؤتمر الصحفي

### حرب الخليج
كانت الأسئلة المتعلقة بمشاركة الولايات المتحدة والاتحاد السوفيتي في الوضع العراقي من بين أبرز الأسئلة في الحدث وأثارها عدة صحفيين. حول هذا الموضوع، أعرب الرئيس بوش والرئيس غورباتشوف عن وجهات نظر موحدة نسبيا. وقد استندت إجابات الرئيسين بشكل كبير إلى البيان المشترك الذي أطلقه الاثنان للتو، الأمر الذي دعا العراق إلى الامتثال لقرار الأمم المتحدة 660 من أجل تخفيف حدة التوترات في الخليج العربي. صرح الرئيس بوش أن القوات العسكرية الأمريكية ستتواجد في الخليج العربي، «بقدر ما هو مطلوب»، بقصد الانسحاب في أقرب وقت ممكن.
خلال المؤتمر، أصر الرئيسان على أن التدخل العسكري لم يكن خيارًا كان أي من الزعيمين على استعداد لمناقشته لوسائل الإعلام. حول الموضوع، أفاد الرئيس بوش أن الثنائي لم يناقشوا الخيارات العسكرية خلال اجتماعهما وأن الحل الدبلوماسي لأزمة الخليج هو المدى الذي كانت الولايات المتحدة على استعداد للنظر فيه.

### مسألة الدولة الفلسطينية
تم طرح سؤالين منفصلين بشأن فلسطين في المناقشة. سأل أحد المراسلين عن إمكانية قيام الولايات المتحدة والاتحاد السوفيتي بمعالجة الدعوات الفلسطينية لإقامة دولة في محادثات سلام مع العراق. سأل مراسل آخر كلا الرئيسين عن المنطق الكامن وراء جهودهما المتضافرة في معالجة قرار الأمم المتحدة الذي يدين العدوان العراقي في حين أن قرارات الأمم المتحدة الأخرى التي تدين الاعتداءات تركت مغفلة، على وجه التحديد قرار الأمم المتحدة 242 الذي دعا إلى انسحاب القوات الإسرائيلية من الأراضي الفلسطينية المحتلة بعد حرب 1967 عام 1967. أشارت ردود الرئيس بوش إلى أن الولايات المتحدة تعتبر مسألة الدولة الفلسطينية متميزة عن مفاوضات أزمة الخليج ولا صلة لها بها. صرح الرئيس بوش بأن الولايات المتحدة أيدت قرار الأمم المتحدة 242 و«ملتزمة برؤية تنفيذ هذا القرار، [ولكن] الولايات المتحدة لن تجلس بينما يجري عدوان سافر على الكويت». رد الرئيس غورباتشوف على السؤال بالاعتراف بوجود «صلة» بين طبيعة أزمة الخليج والصراع الإسرائيلي الفلسطيني المطول؛ وبالتالي، أن حل كلتا الأزمتين كان «مماثلاً للقلق» للاتحاد السوفياتي.

## التداعيات المستقبلية
بعد أيام قليلة فقط من قمة هلسنكي، في 12 سبتمبر، تم التوقيع على معاهدة التسوية النهائية فيما يتعلق بألمانيا لاستعادة الوضع السيادي لألمانيا الموحدة في موسكو من قبل الولايات المتحدة والاتحاد السوفيتي وفرنسا وألمانيا الغربية والشرقية. تم توحيد ألمانيا رسميًا في أكتوبر واحتفلت بذلك الولايات المتحدة والاتحاد السوفيتي على حد سواء.